# یک دنیای تازه
یک دنیای تازه (فرانسوی: Un monde nouveau‎) فیلمی در ژانر درام به کارگردانی ویتوریو دسیکا است که در سال ۱۹۶۶ منتشر شد.

## بازیگران
- پیر براسور
- ژرژ ویلسون
- آیسا میراندا
- ژن اوبر
- شان کانری
- مادلن رابینسون
- تانیا لوپر